# Terrebasse
Terrebasse är en kommun i departementet Haute-Garonne i regionen Occitanien i södra Frankrike. Kommunen ligger i kantonen Aurignac som tillhör arrondissementet Saint-Gaudens. År 2022 hade Terrebasse 139 invånare.

## Befolkningsutveckling
Antalet invånare i kommunen Terrebasse
Referens:INSEE